# Aedes oceanicus
Aedes oceanicus är en tvåvingeart som beskrevs av John Nicholas Belkin 1962. Aedes oceanicus ingår i släktet Aedes och familjen stickmyggor. Inga underarter finns listade i Catalogue of Life.